# Campionatul European de Handbal Masculin din 2014
Campionatul European de Handbal Masculin este competiția oficială dedicat echipelor naționale de handbal bărbați și are loc la fiecare doi ani. În plus față de încoronarea campioanei europeni, turneul de asemenea, servește ca un turneu de calificare pentru Campionatul Mondial de Handbal Masculin. Suedia a câștigat patru din cele zece campionate care au avut loc din 1994, în timp ce Spania s-a clasat de trei ori pe a doua poziție. Danemarca este echipa cu cele mai multe medalii câștigate în istoria Campionatului European, cu un total de șase medalii, acestea fiind două medalii de aur (2008, 2012), una de argint (2014) și trei medalii de bronz (2002, 2004 si 2006).
Campionatul European de Handbal Masculin din 2014 EHF  a fost a 11-a ediție a turneului care a avut loc în Danemarca între 12-26 Ianuarie. Ungaria / Croația (în comun) au fost celelalte candidate pentru acest campionat.Echipele au fost împărțite în patru grupe de 4, iar primele 3 echipe din fiecare grupă avansează în runda principală, care transportă punctele câștigate împotriva altor adversari calificați.